# سرزمین شیر و عسل
سرزمین شیر و عسل یا سرزمین شهد و شکر (هلندی: Het Luilekkerland؛ آلمانی: Het Schlaraffenland) یک نقاشی رنگ روغن از پیتر بروگل مهتر است که سال ۱۵۶۷ کشیده شد و در موزه آلته پیناکوتک نگهداری می‌شود. این نقاشی پرداختی کمیک از مفهوم اساطیری سرزمین فراوانی و برکت است که خلاءهای روحی ناشی از شکم‌پرستی و کاهلی (دو گناه کبیره مسیحیت) را برجسته می‌کند.